# Березін Олександр Йосипович
Олександр Йосипович Березін (нар. 1896 — розстріляний 7 серпня 1937, місто Краснодар, тепер Російська Федерація) — радянський партійний діяч, відповідальний секретар Миколаївського окружного комітету КП(б)У, 1-й секретар Краснодарського міськкому ВКП(б). Член ЦК КП(б)У в грудні 1925 — листопаді 1927 року. Кандидат у члени ЦК КП(б)У в листопаді 1927 — червні 1930 року.

## Біографія
Член РСДРП(б) з 1916 року.
У квітні 1924 — грудні 1926 року — відповідальний секретар Миколаївського окружного комітету КП(б)У.
З грудня 1926 року — заступник голови і завідувач організаційного відділу Всеукраїнської кооперативної спілки «Вукопспілки».
У 1929—1930 роках — відповідальний секретар Аткарського окружного комітету ВКП(б) Нижньо-Волзької області.
З початку 1930-х років — начальник політичного сектора Азово-Чорноморського крайового земельного управління.
До 1937 року — 1-й секретар Краснодарського міського комітету ВКП(б) Азово-Чорноморського краю.
1937 року заарештований органами НКВС. Розстріляний. Посмертно реабілітований.